# Transamazónica
La Rodovia Transamazônica (BR-230) es la tercera carretera más grande de Brasil, con 4.965,1 km de recorrido.
Fue proyectada durante el régimen militar brasileño de Emílio Garrastazu Médici (1969 a 1974); fue responsabilidad del ministro Mário Andreazza. Ha sido llamada "obra faraónica" debido a sus gigantescas proporciones.
Une Cabedelo, en Paraíba, con Benjamin Constant (Amazonas), atravesando siete estados brasileños: Paraíba, Ceará, Piauí, Maranhão, Tocantins, Pará y Amazonas.
En gran parte de su recorrido, principalmente en Pará y Amazonas, no está pavimentada.

## Historia

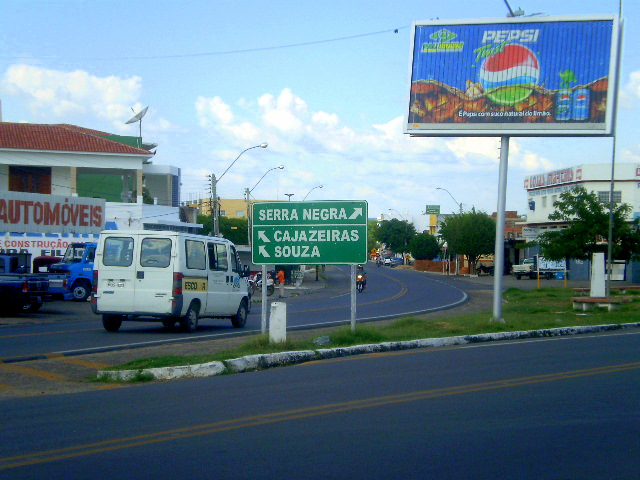
Carretera Trans-Amazónica, en el interior de la ciudad de Pombal.

La carretera fue proyectada para integrar mejor el norte de Brasil con el resto del país y los países limítrofes de Perú y Colombia. Fue inaugurada el 27 de agosto de 1972, con secciones sin terminar y faltan varios tramos por pavimentar. Inicialmente diseñada para ser una carretera pavimentada de 8.000 kilómetros de longitud, que conecta las regiones norte y noreste de Brasil con Perú y Colombia, no ha sufrido grandes cambios desde su inauguración. Luego se modificó el proyecto a 4 977 km hasta Benjamín Constant, sin embargo se interrumpió la construcción en Lábrea totalizando 4 260 km.
En la construcción participaron varias multinacionales brasileras. Los trabajadores estuvieron completamente aislados y sin comunicación durante meses. Alguna información se obtuvo solo en visitas ocasionales a algunas ciudades cercanas. El transporte se realizaba habitualmente en avionetas, que utilizaban pistas totalmente precarias.
La construcción de la carretera fue financiada parcialmente por créditos del Banco Mundial y el Banco Interamericano de Desarrollo, quienes otorgaron alrededor de USD 400 millones para las obras.Se estima que los costos de la obra fueron alrededor de USD 53.000 de la época por kilómetro construido.
Al no estar pavimentado, el tráfico de la Carretera Transamazónica hace que el tráfico sea impracticable durante la temporada de lluvias en la región (entre octubre y marzo).

## Características
La BR-230 o Transamazônica es una carretera transversal, considerada la tercera carretera más larga de Brasil, con 4260 km de longitud, que conecta la ciudad portuaria de Cabedelo en Paraíba con el municipio de Lábrea, en Amazonas, cortando algunas de las principales ciudades de Brasil. También sirve como enlace con áreas portuarias en el estado de Pará, como Puerto de Santarém; Marabá, Altamira y Itaituba. También conecta con puertos de la costa del Nordeste. En Paraíba representa el principal eje de circulación de personas y mercancías entre sus municipios, teniendo como referencia el puerto de Cabedelo y las ciudades de João Pessoa, Campina Grande, Patos, Pombal, Sousa y Cajazeiras, los mayores centros económicos del estado. Atraviesa suelo de Paraíba por 521 km, con buen estado de tránsito hasta el límite con el estado de Ceará.
El tramo de 147,6 km de longitud entre Cabedelo, donde se encuentra su hito 0, y Campina Grande, pasando por Grande João Pessoa y otros municipios, se duplicó bajo el gobierno de FHC. Se espera una duplicación adicional entre los municipios de Campina Grande y Cajazeiras.

## Impacto socio-ambiental

### Deforestación
La creación de la carretera transamazónica ha contribuido con la deforestación en el Amazonas. Las imágenes satelitales muestran que la deforestación en el Amazonas sigue el "patrón espina de pescado" a lo largo de la carretera. Los caminos de acceso se ramifican perpendicularmente a la BR-230, lo que permite una penetración más profunda en las áreas selváticas circundantes. Las imágenes satelitales también muestran un descenso en la tasa de deforestación a partir de los 2000, atribuido probablemente a una mayor conciencia en la necesidad de preservar la selva. Sin embargo, otros estudios científicos atribuyen grandes pérdidas en la cobertura forestal al desarrollo de nuevos proyectos alrededor de la autopista.
Se han creado varias unidades de conservación con el objetivo de frenar la deforestación y contribuir al desarrollo económico de la zona de una manera sustentable. En la sección occidental de Lábrea a Humaitá, al sur de la carretera se encuentra el parque nacional Mapinguari, totalmente protegido, y al norte se encuentra el Bosque Nacional Balata-Tufari, de uso sostenible. Al este de Humaitá y al sur de la carretera se encuentra el Bosque Nacional Humaitá, luego el parque nacional Campos Amazónicos y el parque nacional Juruena.

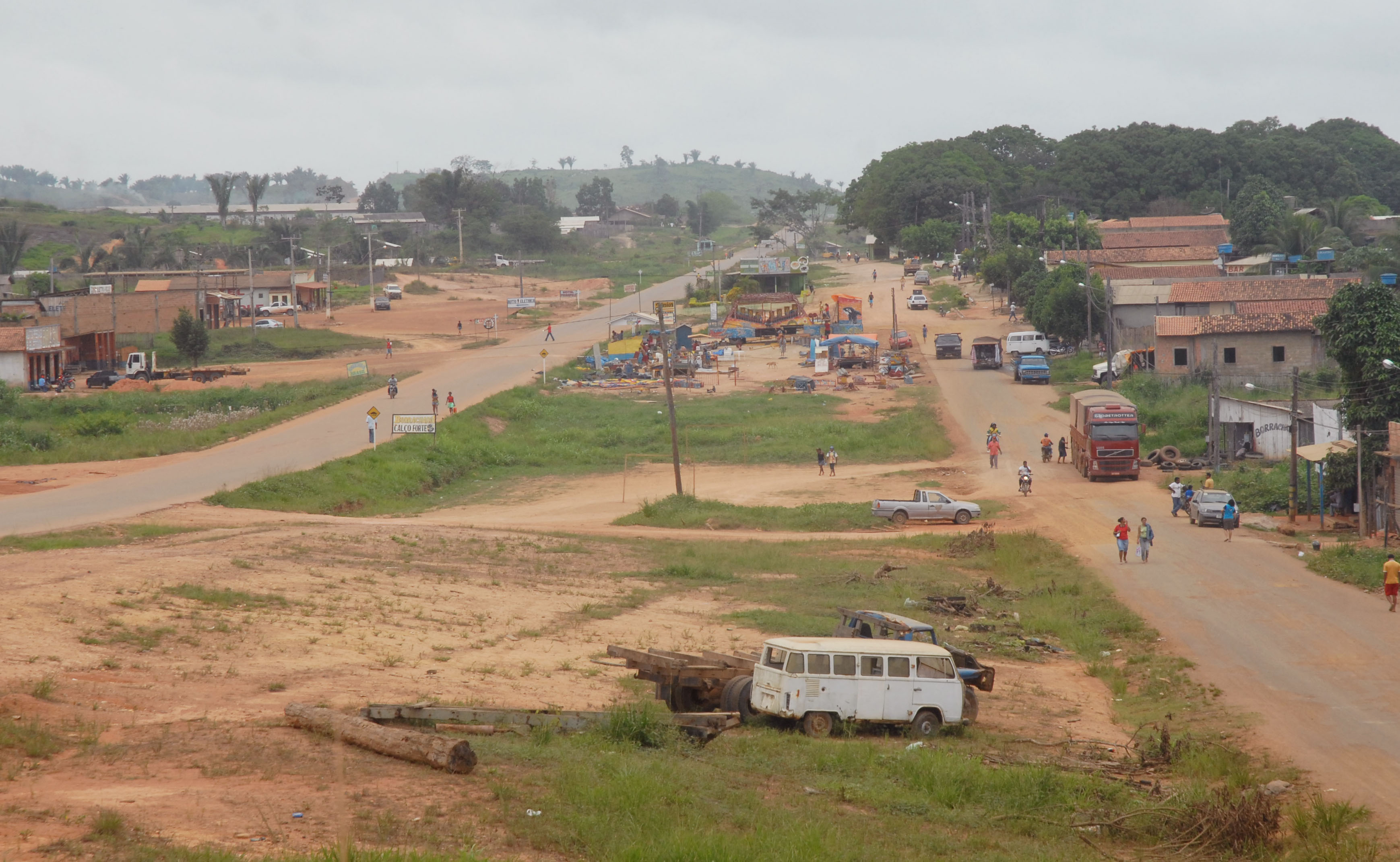
La BR-230 (izquierda) en la ciudad de Anapu (PA)